# او.تی. فاگبنلی
او. تی. فاگبنلـی (انگلیسی: O. T. Fagbenle؛ زادهٔ ۲۲ ژانویهٔ ۱۹۸۱) هنرپیشه، ترانه‌سرا و کارگردان فیلم اهل بریتانیا است. وی از سال ۲۰۰۲ میلادی تاکنون مشغول فعالیت بوده‌است.
از فیلم‌ها یا برنامه‌های تلویزیونی که وی در آن نقش داشته‌است می‌توان به سرگذشت ندیمه و من هرگز نمی‌تونم همسر تو باشم اشاره کرد.

•بیوه سیاه (فیلم ۲۰۲۱)